# Anagraphis
Anagraphis es un género de arañas araneomorfas de la familia Gnaphosidae. Se encuentra en el sur de Europa, Medio Oriente, Norte de África y África oriental. 

## Lista de especies
Según The World Spider Catalog 12.0:
- Anagraphis incerta Caporiacco, 1941
- Anagraphis maculosa Denis, 1958
- Anagraphis minima Caporiacco, 1947
- Anagraphis pallens Simon, 1893
- Anagraphis pallida (Hadjissarantos, 1940)
- Anagraphis pluridentata Simon, 1897
- Anagraphis pori Levy, 1999